# آدریان هونو
آدریان هونو (انگلیسی: Adrien Hunou؛ زادهٔ ۱۹ ژانویهٔ ۱۹۹۴) بازیکن فوتبال اهل فرانسه است.
از باشگاه‌هایی که در آن بازی کرده‌است می‌توان به باشگاه فوتبال مینه‌سوتا یونایتد، باشگاه فوتبال کلرمون فوت، و باشگاه فوتبال رن اشاره کرد.
وی همچنین در تیم‌های ملی فوتبال زیر ۱۸ سال فرانسه، زیر ۱۹ سال فرانسه، و زیر ۲۰ سال فرانسه بازی کرده‌است.